# Vigor Lamezia Calcio 1991-1992
Questa voce raccoglie le informazioni riguardanti  la Vigor Lamezia Calcio nelle competizioni ufficiali della stagione 1991-1992.

## Rosa
| N. |                   | Ruolo | Calciatore         |
| -- | ----------------- | ----- | ------------------ |
|    | Italia (bandiera) | D     | Cristiano Babuini  |
|    | Italia (bandiera) | A     | Patrizio Brescini  |
|    | Italia (bandiera) | D     | Antonio Chiappetta |
|    | Italia (bandiera) | A     | Nicola Contartese  |
|    | Italia (bandiera) | C     | Maurizio Conte     |
|    | Italia (bandiera) | C     | Gaetano Delia      |
|    | Italia (bandiera) | D     | Ignazio Di Stefano |
|    | Italia (bandiera) | C     | Guglielmo Drago    |
|    | Italia (bandiera) | D     | Toni Elia          |
|    | Italia (bandiera) | C     | Giuseppe Galliano  |
|    | Italia (bandiera) | C     | Antonio Gatto      |

| N. |                   | Ruolo | Calciatore         |
| -- | ----------------- | ----- | ------------------ |
|    | Italia (bandiera) | C     | Pasquale Gullo     |
|    | Italia (bandiera) | A     | Lorenzo Intrieri   |
|    | Italia (bandiera) | C     | Oscar Lasagni      |
|    | Italia (bandiera) | C     | Gregorio Mauro (I) |
|    | Italia (bandiera) | C     | Vincenzo Mazzeo    |
|    | Italia (bandiera) | A     | Gabriele Ernesto   |
|    | Italia (bandiera) | P     | Claudio Luca Ricci |
|    | Italia (bandiera) | D     | Massimo Ruscitti   |
|    | Italia (bandiera) | C     | Alessandro Serra   |
|    | Italia (bandiera) | D     | Andrea Spinelli    |
|    | Italia (bandiera) | A     | Mauro Trovò        |
|    | Italia (bandiera) | P     | Oscar Verderame    |

Template:Cortese Giovanni Carlo massaggiatore